# Artaria-Haus

Artaria-Haus am Kohlmarkt, von Max Fabiani 1901/02 erbaut (zeitgenössisches Aquarell)

Das Artaria-Haus ist ein Gebäude in der Wiener Innenstadt (Kohlmarkt 9), das dem Jugendstil zugerechnet wird. Es wurde zwischen 1900 und 1902 nach Plänen des Architekten Max Fabiani errichtet.

## Geschichte
Das Vorgängerhaus auf diesem Grundstück war unter dem Namen Zum englischen Gruß bekannt, seine Besitzer sind bis ins Jahr 1672 dokumentiert. In diesem Vorgängerhaus hielt sich von November 1830 bis Juli 1831 Frédéric Chopin auf, woran eine Gedenktafel erinnert. 1775 übersiedelte die Musikalienhandlung Artaria in das Haus, die 1932 im Verlag Freytag & Berndt aufging, der bis April 2014 an der Adresse eine Reisebuchhandlung betrieb.

## Architektur
Der Neubau um 1900 gilt als bedeutendes Beispiel des frühen Wiener Jugendstils. Das Gebäude hatte in Wien stilbildenden Einfluss: die Marmorverkleidung der Fassade gilt als Parallele zu Ideen Otto Wagners und die späterhin sehr beliebten Bay windows kommen an diesem Gebäude zum ersten Mal in Wien vor. Die Hausfassade ist gegenüber der Häuserzeile zurückgelegt, was auf einen Regulierungsplan zurückgeht, der ansonsten nicht zum Tragen kam.
Im Wiener Volksmund wurde das Haus wegen seines vorspringenden Vordaches spöttisch „Tramwayhäusl“ genannt.
Das Haus ist, wie zu dieser Zeit üblich, in eine Geschäftszone im Erdgeschoß und eine darüberliegende Wohnzone gegliedert (allerdings wird letztere als Firmenbüro benutzt). Im Geschäftsbereich befinden sich vier Pfeiler, zwei davon haben Figurenreliefs (ein Mann mit Hammer und eine Frau mit Apfel), die von Alfonso Canciani stammen. Das Dachgesims des Hauses hat geometrische Ornamente zur Straße hin, eine solche Dachuntersicht ist gleichfalls ein häufiges Element im Wiener Jugendstil. Das Artaria-Haus ist eines der ersten Gebäude, in dem elektrische Leitungen unter Putz verlegt wurden.